# Brown Skin Girl
Brown Skin Girl (estilizado como BROWN SKIN GIRL) é uma música gravada pela cantora americana Beyoncé, pelo rapper guianense-americano Saint Jhn, pelo nigeriano Wizkid, com a participação de sua filha Blue Ivy Carter. Lançada e enviada as rádios Top 40 e Rhythmic em 23 de Julho de 2019 como segundo single do álbum  The Lion King: The Gift. Foi a música de uma artista feminina mais ouvida de 2019 na Apple Music na África Subsaariana. A música ainda fez com que o #BrownSkinGirlChallenge se tornasse viral após o lançamento.

## Videoclipe
Seu videoclipe faz parte de seu filme musical "Black Is King, lançado em 31 de Julho de 2020 pela plataforma de streaming Disney+. O video contém as participações especiais de sua filha Blue Ivy Carter, da top model Naomi Campbell, da cantora e ex-companheira do Destiny's Child, Kelly Rowland e da atriz Lupita Nyong'o. Em 24 de Agosto o videoclipe foi publicado em sua página oficial do Youtube/Vevo.

## Recepção crítica
A Billboard classificou "Brown Skin Girl" como a 68ª melhor música de 2019, dizendo que a música "reforça a cruzada de Beyoncé por orgulho cultural e empoderamento feminino", ainda chamou a letra de "atraente", observando como a música exalta garotas de pele marrons como Naomi Campbell, Lupita Nyong'o e Kelly Rowland.
Imani Bashir da Teen Vogue descreveu a música como uma "celebração de mulheres de pele escura".  Amanda Mitchell, da The Oprah Magazine, elogiou a música por ser "sem desculpa e sem medo negra". Alexis Petridis, escrevendo para o The Guardian, identificou "Brown Skin Girl" como um dos destaques do álbum, descrevendo-o como "brilhante".
Lupita Nyong'o também reagiu postando um vídeo de si mesma na sexta-feira, 19 de julho de 2019 via Instagram, cantando e dançando junto com "Brown Skin Girl", em que seu nome foi aplaudido especificamente por Beyoncé.
No Soul Train Music Awards de 2019, "Brown Skin Girl" ganhou o Ashford & Simpson Songwriter's Award e também foi indicado para Melhor Colaboração.

## Prêmios e indicações
| Ano  | Categoria                         | Prêmio                                    | Resultado | Ref(s). |
| ---- | --------------------------------- | ----------------------------------------- | --------- | ------- |
| 2019 | The Daily Californian Arts Awards | Melhor Canção                             | Venceu    | [ 13 ]  |
| 2019 | Soul Train Music Awards           | The Ashford & Simpsons Songwriter's Award | Venceu    | [ 14 ]  |
| 2019 | Soul Train Music Awards           | Melhor Colaboração                        | Indicado  | [ 14 ]  |
| 2019 | All Africa Music Awards           | Melhor Colaboração                        | Indicado  | [ 15 ]  |
| 2020 | BET Awards                        | BET HER Award                             | Venceu    | [ 16 ]  |
| 2020 | NAACP Image Awards                | Melhor Colaboração por Dupla ou Grupo     | Venceu    | [ 17 ]  |
| 2020 | Soul Train Music Awards           | Videoclipe do Ano                         | Venceu    | [ 18 ]  |
| 2021 | Grammy Awards                     | Melhor Videoclipe                         | Venceu    | [ 19 ]  |

## Desempenho nas tabelas musicais

### Posições
| Tabela musical (2019)                                 | Melhor posição |
| ----------------------------------------------------- | -------------- |
| Canadá (Canadian Hot 100)                             | 60             |
| Estados Unidos (Billboard Hot 100)                    | 76             |
| Estados Unidos (Rolling Stone Top 100)                | 32             |
| Irlanda (IRMA)                                        | 50             |
| Nova Zelândia (New Zealand Singles Chart)             | 82             |
| Nova Zelândia (Hot Singles) (RMNZ)                    | 6              |
| Reino Unido (Singles Chart) (Official Charts Company) | 42             |

## Histórico de lançamento
| País           | Data                | Formato  | Gravadora          |
| -------------- | ------------------- | -------- | ------------------ |
| Estados Unidos | 23 de Julho de 2019 | Rhythmic | Parkwood, Columbia |